# Bernard Goldstein
Pour les articles homonymes, voir Goldstein.
Bernard Goldstein (1889-1959), graphie alternative de Bernard Goldshtayn (yiddish : בערנארד גאלדשטיין), parfois appelé « Camarade Bernard », était un socialiste polonais, syndicaliste et chef du Bund (Union générale des travailleurs juifs) avant la Seconde Guerre mondiale. Pendant la Seconde Guerre mondiale, il a été actif dans le ghetto de Varsovie, en aidant à la contrebande d'armes dans la préparation du soulèvement du ghetto de Varsovie en 1943.
Après la libération de la Pologne de l'occupant allemand, il émigre aux États-Unis et écrit son autobiographie, Cinq ans dans le ghetto de Varsovie (initialement intitulé Les Étoiles en témoignent).

## Biographie
Bernard Goldstein est né à Siedlce, près de Varsovie, en 1889. Dès l'âge de 13 ans, il lit de la littérature révolutionnaire et se joint à des mouvements organisant des manifestations illégales. En mai 1905, est arrêté lors d'un événement organisé par le Bund, avec 400 autres participants. Goldstein rejoint alors le "Bund" et quitte son village natal pour se rendre à Varsovie et participer activement à l'agitation antisioniste. Il sera à nouveau arrêté en tant que représentant de grévistes. Il s'établit à Varsovie en 1905, où il participe à l'activité révolutionnaire anti-tsar. En 1906, il va défendre les grèves des travailleurs de Kaluszyn.
En 1913, il va manifester au moment du procès de Mendel Beilis, un juif accusé de crimes rituels (meurtres d'enfants, selon la propagande antisémite qui a alors cours). En 1917, il rejoint Pétrograd (future Léningrad) pour assister au congrès Russe du Bund . En 1919, il revient à Varsovie où il est élu à la tête du Bund ainsi qu'à la fédération des organisations syndicales. Devenu figure du Bund (mouvement unioniste des ouvriers juifs socialistes) en Pologne, il devient actif dans la résistance dans le ghetto de Varsovie.
Bernard Goldstein était une figure du Yiddishland : juif polonais, socialiste, mais antisioniste et antistalinien.
Il meurt à New York en 1959.

## Rôle de résistant à l'intérieur du ghetto
Pendant qu'il organisait la résistance contre les Nazis dans le ghetto (essentiellement dans les souterrains), l'Allemagne Nazie a systématiquement assassiné le demi-million de Juifs qui y résidaient.
Pendant l'occupation, de nombreuses tromperies sont mises en œuvre par les Nazis et leurs collaborateurs de la Gestapo juive pour gagner la confiance et obtenir la docilité de la population du ghetto (en arguant que les déportations à Treblinka n'étaient qu'un simple "travail de réinstallation")   Bernard Goldstein, à travers son témoignage, corrobore le fait que les Nazis ont, de cette manière, progressivement liquidé le ghetto de ses habitants.
Via des publications clandestines, Bernard Goldstein a exhorté la population du ghetto à résister à l'Armée allemande à tous les frais et de ne pas coopérer avec les Juifs collaborateurs que la Gestapo contrôlait. Lorsque les expulsions ont commencé, son organisation a fabriqué de faux documents pour ceux conduits pour la liquidation.
Quand il est devenu clair que les Nazis avaient l'intention de tuer tout le monde, Bernard Goldstein a aidé à organiser le soulèvement du ghetto de Varsovie qui s'est conclu par une destruction totale du ghetto. Après s'être échappé du ghetto, Bernard Goldstein s'est joint à la résistance polonaise et a contribué en 1944 à l'insurrection de Varsovie.
Plus d'un an après la destruction du ghetto de Varsovie par les Nazis, liquidant méthodiquement les derniers juifs restés, les résistants socialistes survivants sont arrêtés par les Soviétiques (qui attendaient paisiblement la fin des hostilités depuis la rive droite de la Vistule), soit emprisonnés ou exécutés .

## Positions antisionistes du Bund
Le Bund récusait l'immigration en Palestine, qu'il estimait être une fuite en avant. Il se nourrissait avant tout de littérature socialiste et véhiculait ses idées en yiddish, alors que les sionistes refondaient une société juive en forgeant une nouvelle langue qui fait rupture, l'hébreu moderne . À cet égard, Marek Edelman et Bernard Goldstein représentent pertinemment cette tendance anti-totalitaire, internationaliste et antisioniste, dont la langue d'expression est le yiddish.

## Un témoin rare pour l'historiographie
En 1945, Bernard Goldstein émigre aux États-Unis. Dans le livre L'Ultime Combat : Cinq ans dans le ghetto de Varsovie, mémoires qu'il rédige entre 1946 et 1947, il décrit la vie quotidienne dans le ghetto et la lutte héroïque des soldats Juifs. La personnalité de leader dans le Bund, dont il jouissait avant même la guerre ainsi que sa position unique dans l'underground juif pendant la guerre, font que l'historiographie le considère comme le chroniqueur des dernières heures de la Varsovie juive.